# Ревільяско-д'Асті
Ревільяско-д'Асті (італ. Revigliasco d'Asti, п'єм. Riasch) — муніципалітет в Італії, у регіоні П'ємонт,  провінція Асті.
Ревільяско-д'Асті розташоване на відстані близько 480 км на північний захід від Рима, 45 км на південний схід від Турина, 6 км на південний захід від Асті.
Населення — 781 особа (2014).
Щорічний фестиваль відбувається 24 липня. Покровитель — Sant'Anna.

## Демографія
Населення за роками:

Станом на 1 січня 2023 року в муніципалітеті офіційно проживало 17 іноземців з 7 країн, серед них 6 громадян країн Євросоюзу.

## Сусідні муніципалітети
- Антіньяно
- Асті
- Челле-Еномондо
- Ізола-д'Асті